# Фінансовий механізм
Фіна́нсовий механі́зм — сукупність форм і методів створення та використання фінансових ресурсів з метою забезпечення різноманітних потреб державних структур, суб'єктів господарювання і населення. Застосовується з метою створення сприятливих умов для економічного і соціального розвитку суспільства.
Фіна́нсовий механі́зм - сукупність організаційних форм фінансових відносин: порядок формування та використання фондів грошових коштів; методи фінансового планування; форми управління фінансами; фінансове законодавство.
За допомогою фінансового механізму згідно з основними положеннями фінансової політики здійснюється розподіл і перерозподіл валового внутрішнього продукту.
Різні трактування поняття "фінанси"
В фінансовій літературі термін "фінансовий механізм" використовують досить часто, але трактування його економічної сутності науковцями є різними.
Г.Г. Кірейцев розглядає це поняття у контексті діяльності підприємницьких структур, він зазначає, що фінансовий механізм - це сукупність методів реалізації економічних інтересів шляхом фінансового впливу на соціально-економічний розвиток підприємства. Складовими фінансового механізму є: фінансове забезпечення; фінансове регулювання; система фінансових індикаторів і фінансових інструментів, які дають змогу оцінити цей вплив.
В.М. Опарін розглядає поняття "фінансовий механізм" більш широко і зазначає, що фінансовий механізм - це сукупність фінансових методів і форм, інструментів та важелів впливу на соціально-економічний розвиток суспільства.
Близьке за сутністю визначення фінансового механізму дають і вчені В.І. Оспіщева та О.П. Близнюк.
В.Д. Базилевич та Л.О. Баластрик пропонують таке визначення: "Фінансовий механізм - це сукупність економіко-організаційних та правових форм і методів управління фінансовою діяльністю держави у процесі створення й використання фондів фінансових ресурсів з метою забезпечення різноманітних потреб державних структур, господарських суб'єктів і населення".
О.М. Ковалюк вказує, що "... фінансовий механізм - це система фінансових форм, методів, важелів та інструментів, які використовуються у фінансовій діяльності держави і підприємств за відповідного нормативного, правового та інформаційного їхнього забезпечення, в контексті відповідної фінансової політики на мікроекономічному та макроекономічному рівнях".
Останнє визначення є, на нашу думку, найбільш відповідним сутності фінансового механізму.
Із найбільш загальних позицій термін "механізм" означає сукупність складових (деталей) цілого (системи), які, взаємодіючи, служать для передачі і перетворення руху на кожному етапі і забезпечують рух системи у визначеному напрямку.
Держава, або підприємство, як складні системи, повинні розробити фінансову політику, тобто усвідомити куди саме слід прямувати на даному відрізку часу, а потім її реалізувати, втілити. Для цього й створюється фінасовий механізм у формі методів, інструментів, важелів, які забезпечують формування необхідних потоків коштів. Вхідні потоки будуть формувати доходну частину фондів, а вихідні - забезпечувати цільові витрати, таким чином здійснюється практична реалізація цілей фінансової політики.
Складові елементи фінансового механізму
Формування та функціонування фінансового механізму відбувається в різних сферах фінансів. Саме тому, науковці досліджують фінансовий механізм страхування, фінансовий механізм суб'єктів підприємницької діяльності, фінансовий механізм державних підприємств, механізм функціонування державних фінансів тощо.
У рамках фінансового механізму виділяють його основні складові, а саме: джерела фінансового забезпечення та модель фінансового регулювання.
Фінансове забезпечення здійснюється в таких формах:
- бюджетне фінансування, що здійснюється на безповоротній основі за рахунок коштів державного та місцевого бюджетів;
- кредитування, яке здійснюється за рахунок мобілізації тимчасово-вільних коштів на основі принципів забезпеченості, платності, поверненості, цільового призначення;
- самофінансування, засноване на використанні власних ресурсів для забезпечення розвитку суб'єктів підприємницької діяльності.
Фінансове регулювання використовує сальдовий та нормативний методи.
В основу сальдового методу покладено такий показник як різниця між надходженнями коштів та їх витратами за певний проміжок часу. В нормативному методі основою є норма - емпірично встановлений показник витрачання того, чи іншого ресурсу. На основі цих методів здійснюється фінансове планування, фінансове оперативне управління, фінансовий контроль.
Фінансове планування - діяльність щодо формування та використання цільових централізованих та децентралізованих фондів фінансових ресурсів для розширеного відтворення та задоволення поточних потреб держави, підприємств, домогосподарств.
Фінансове оперативне управління - комплекс заходів, які розробляються на основі оперативного аналізу фінансової ситуації, для регулювання, складання та виконання фінансових планів, а також здійснення поточного контролю за їх виконанням.
Фінансовий контроль - вид діяльності, здійснюваний всіма ланками влади та комерційними структурами з метою забезпечення відповідного рівня фінансової дисципліни та цільового викристання централізованих та децентралізованих фондів.
Засобами фінансового регулювання є фінансові інструменти та фінансові важелі.
У фінансовому регулюванні використовуються фінансові інструменти - певний спосіб фінансування, який реалізується як певний договір, у якому зазначені юридичні вимоги, захищені законом, з боку одного учасника і зобов'язання з боку іншого учасника, або як визначені законом взаємовідносини держави і інших суб'єктів економіки. На рівні держави такими інструментами є податки, субсидії, трансферти тощо, на рівні підприємств - фінансові інструменти грошового ринку: депозитні сертифікати, банківські акцепти, комерційні векселі, зворотні вимоги про викуп цінних паперів тощо.
Фінансовими важелями на макрорівні є, наприклад, ставка оподаткування, рівень резервування, ставка рефінансування НБУ, валютний курс тощо. Фінансові важелі часто використовуються для стимулювання потрібних процесів та застосування фінансових санкцій для зменшення небажаних явищ і процесів.
Фінансові стимули - це рівень заробітної плати, доходів працівників, матеріальні допомоги, премії, пенсії, стипендії, надання різних пільг, зокрема - податкових пільг, податкових канікул, списання податкової заборгованості. До стимулів належать також заохочувальні фонди, створювані з прибутку, бюджетне фінансування ефективних напрямів розвитку національної економіки, фінансування підготовки і перепідготовки кадрів тощо.
Фінансові санкції охоплюють штрафи і пеню. Штрафи - це ступінь матеріального впливу на винних у порушенні законодавства, угод або чинних правил, накладаються, як правило, у твердій грошовій сумі. Пеню накладають при несвоєчасному виконанні грошових зобов'язань і нараховують за кожен день прострочення платежу, встановлюється у відсотках від суми простроченого платежу (санкції за порушення податкового законодавства, санкції за нецільове використання бюджетних коштів, пені за несвоєчасну сплату платежів, зменшення або призупинення бюджетного фінансування, вилучення до бюджету коштів, використаних не за призначенням, відміна наданих пільг).